# Michèle Villemur
Michèle Villemur est une femme de lettres, conférencière et journaliste française, née le 5 décembre 1952 à Paris. On lui doit une trentaine de livres en culture et en gastronomie.

## Biographie
Fille d’un père fonctionnaire à l’IGN (Institut Géographique National) et d’une mère commerçante, elle a étudié au collège Lacordaire (Paris), au Lycée Corbon (Paris XVe), au Piccadilly University à Londres et au Centre de formation et de perfectionnement des journalistes.
De septembre 2009 à mai 2015, Michèle Villemur contribue à la rubrique Culture du magazine Valeurs Actuelles avec Bruno de Cessole comme rédacteur en chef.        
Ancienne stagiaire du journal Le Monde (département international), Michèle Villemur est auditrice et animatrice de la 166e session en région de l'Institut des hautes études de défense nationale. Elle est aussi déléguée Paris Île de France auprès de l'Association professionnelle des chroniqueurs et informateurs de la gastronomie et du vin. Elle compte parmi les membres du Club des Croqueurs de chocolat.        

## Prix et récompenses
- 2007 : Prix Littéraire de Rungis, coup de cœur du jury à Plats Canailles[6]
- 2011 : Grand Prix de l'Académie Nationale de Cuisine[7]
- 2015 : Gourmand World Cookbook Awards pour Confidences d’une ambassadrice. Recettes secrètes et croustillantes[8].

## Distinctions
- 2008 : Chevalier de l'Ordre du Mérite agricole
- 2011 : Chevalier des Arts et des Lettres [9],[10]

## Publications
- The Adventures of Clappety Clop in Washington D.C., Capital Children's Museum, 1996
- Un anniversaire chez Oursedoux, Paris, LTA, 2001, 36 p. (ISBN 2-283-58472-8)
- Le meilleur du chocolat : les recettes sucrées et salées des plus grands chefs à la portée de tous, Paris, Éditions Ramsay, 2004, 175 p. (ISBN 2-84114-689-8)
- Le meilleur du café : les recettes sucrées & salées des plus grands chefs à la portée de tous, Paris, Éditions Ramsay, 2005, 175 p. (ISBN 2-84114-750-9)
- Guide cacao des chocolatiers-confiseurs, 2006 : les artisans français présentés par ordre alphabétique et par régions, Paris, J.-C. Gawsewitch, 2005, 223 p. (ISBN 2-35013-015-0)
- Le meilleur de la truffe : les recettes sucrées & salées des plus grands chefs à la portée de tous, Paris, Ramsay, 2006, 175 p. (ISBN 2-84114-838-6)
- Plats canailles : ris, rognons, tripes & cie : Michèle Villemur ; photographies, Jean-François Mallet, Paris, Aubanel, 2006, 221 p. (ISBN 2-7006-0437-7)
- La Pièce du Boucher : 80 recettes irrésistibles, Paris, Éditions Aubanel, 2007, 189 p. (ISBN 978-2-7006-0510-5)
- Le Meilleur de la Vanille : les recettes sucrées & salées des plus grands chefs à la portée de tous, Paris, Ramsay, 2007, 173 p. (ISBN 978-2-84114-905-6)
- Petits plats, grand écran : 60 recettes gourmandes en hommage au cinéma, Paris, Ramsay, 2007, 169 p. (ISBN 978-2-84114-854-7)
- Bons pains, petits festins ! : 70 recettes salées et sucrées, Paris, Aubanel, 2009, 189 p. (ISBN 978-2-7006-0686-7)
- Les jeunes agriculteurs aux fourneaux, Paris, Campagne & compagnie : Jeunes agriculteurs, 2011, 191 p. (ISBN 979-10-90213-03-6)
- Tables d'excellences : histoire & gastronomie au château de Breteuil, Bordeaux, Féret, 2011, 132 p. (ISBN 978-2-35156-087-7)
- Blondes, brunes & rousses en cuisine : 30 recettes irrésistibles !, Bordeaux, Féret, 2012, 79 p. (ISBN 978-2-35156-102-7)
- À la table de Marie-Antoinette : recettes gourmandes, Paris, Plon, 2013, 98 p. (ISBN 978-2-259-22161-0)
- Corps de ferme, cœur de vie : 21 portraits d'agriculteurs, leur région, leur ferme, leur passion, Paris, Campagne & compagnie, 2013, 288 p. (ISBN 979-10-90213-15-9)
- Confidences d'une ambassadrice : recettes croustillantes, Chaintreaux, Éd. France-Empire monde, 2014, 198 p. (ISBN 978-2-7048-1253-0)
- Conversations gourmandes avec madame de Pompadour : Versailles, Choisy-le-Roi, Paris, Paris, Cherche midi, 2016, 138 p. (ISBN 978-2-7491-5032-1)
- Conversations gourmandes avec Joséphine de Beauharnais, Paris, Cherche midi, 2017, 143 p. (ISBN 978-2-7491-5742-9)